# Osmose à pression retardée

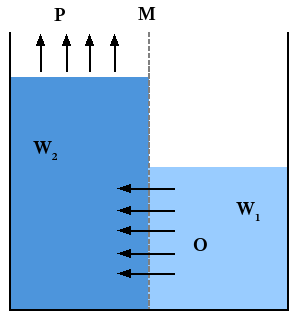
Schématisation du procédé d'osmose à pression retardée. L'eau douce (W_{1}) traverse la membrane (M) par osmose (O) vers l'eau salée (W_{2}). La pression (P) induite par ce passage est utilisée pour faire tourner une turbine et donc produire un courant électrique

L'osmose à pression retardée (aussi désignée par le sigle PRO, de l'anglais pressure-retarded osmosis) est une méthode de séparation membranaire basée sur l'osmose et utilisée pour produire de l'énergie en utilisant de l'eau douce et de l'eau salée. L'eau douce peut provenir d'une rivière et l'eau salée de la mer. L'énergie obtenue est appelée énergie osmotique.

## Principe
L'eau salée passe dans un compartiment séparé par une membrane semi-perméable d'un autre compartiment où passe de l'eau douce.
La concentration en sel dans le compartiment de l’eau salée étant supérieure à celle dans le compartiment de l’eau douce, l’eau pure migre par osmose à travers la membrane vers le compartiment d’eau salée. Ce transfert augmente la quantité de liquide présente dans le compartiment d'eau salée, ce qui se traduit par une élévation de la colonne d'eau. Le phénomène se poursuit tant que la différence de pression hydrostatique entre les deux compartiments n’atteint pas une valeur limite (limite théorique avec l'eau de mer : 2,7 MPa, soit 27 bars).
La différence de pression entre les deux compartiments est exploitée pour faire tourner une turbine productrice d'électricité .
Dans la pratique, on envisage d'opérer avec une surpression de 1 MPa (10 bars), ce qui correspond à peu près à une colonne d'eau de 100 m de haut ; un débit d’eau douce de 1 m3/s générerait alors 1 MW.

## Avantages
Les avantages sont que les sources sont pratiquement illimitées (eau de mer et eau de rivière) et que le procédé ne génère que de l'eau saumâtre comme déchet.

## Limites
Dans l’état actuel de la technologie, la surface de membrane nécessaire est de 200 000 à 250 000 m2 par mégawatt ; la réalisation de ces membranes est une des difficultés pour le développement de cette technique. Les coûts élevés de production et les faibles capacités des membranes (environ 3 W/m2) constituent un frein à son développement.
Des ruptures technologiques, issues des nanobiotechnologies ou de l'électro-osmose, sont espérées pour faire baisser les coûts.

## Prototypes
La princesse Mette-Marit de Norvège a inauguré une première centrale pilote à Tofte (Hurum) près d'Oslo le 24 novembre 2009. Elle est construite par l'entreprise norvégienne Statkraft. La puissance installée est de 4 kW, mais la société estime qu'à terme, l'énergie osmotique fournira 1 370 MW rien qu'en Norvège.
Par ailleurs, une usine pilote a été lancée au Japon, une autre est en construction aux États-Unis.
La capacité théorique mondiale de cette technologie est estimée à 1 600 TWh par an, soit l'équivalent d'environ la moitié de la production électrique européenne en 2009.